# Stenotrophomonas
Stenotrophomonas és un gènere de bacteris gramnegatius. Té espècies en llocs d'organismes del sòl comuns (S. nitritireducens) a patògens oportunistes humans (S. maltophilia).
La taxonomia molecular del gènere segueix encara poc clara.